# Ikonografija
Ikonografija je umetnostnozgodovinska veda, ki se ukvarja z določanjem ter poimenovanjem upodobljene snovi. Sorodna ji je ikonologija, ki razlaga, skuša ugotoviti celovitost umetnine ter jo interpretira. Za boljše razumevanje umetnine uporablja pisne vire; med katere sodijo književna in nabožna dela ter zgodovinski viri; upošteva nazore ter pričakovanja naročnika dela (razna pisma, pogodbe, pisni dogovori), družbene okoliščine časa, v katerem je delo nastalo, razkriva skrite pomene v podobi idr.

## Delitev ikonografskih tem
- SAKRALNE (nabožne, religiozne): - vsebine ki pripadajo različnim religijam;
- PROFANE (posvetne): - vsebine iz vsakdanjega življenja, zgodovinskih ter literarnih virov idr.

### Sakralni motivi
Med te uvrščamo motive iz tistih upodobitev, ki upodabljajo bogove in svete osebe, nam posredujejo pogled na obredje, predstavljajo vsebine svetih besedil, upodabljajo prizore iz zgodovine svoje vere itn. Poleg tega so spomeniki nabožne umetnosti vsa svetišča, cerkve ter vsi kultni prostori. Na Slovenskem je najpomembnejša sakralna umetnost ta, ki izvira iz krščanstva. Osrednje besedilo je Sveto pismo ali Biblija, razdeljeno na dva dela: Staro ter novo zavezo. Kasneje se svetopisemskim pridružijo še vsebine iz svetniških legend (npr. Sveti Jurij, ki ubije zmaja, Sv. Florijan) ter številni motivi, ki jih je tekom zgodovine oblikovalo krščanstvo ter niso zapisano v Svetem pismu, pač pa jih je oblikoval čas, v katerem so nastali in so bili tedaj zelo priljubljeni; denimo: Marija Zavetnica s plaščem, Marija z detetom, Marija na prestolu, Piéta (Sočutna), Ana Samotretja in številne druge. Nekatere rastline, živali idr. so dobile sakralni pomen s tem, ko je krščanski nauk s svojimi simbolnimi pomeni zaobjel ves svet.
Najboljše cikle upodobitev iz Biblije se najdejo v knjižnem slikarstvu srednjega veka, v Sloveniji je lep primer Dalmatinova Biblija, ki je sicer nekoliko kasnejša, iz časa reformacije. Nazorno cikle prikazujejo tudi Michelangelove freske v Sikstinski kapeli v Rimu, Giottove freske v Padovi ter kiparski okras stolnic v Franciji, npr. stolnica Stolnica Notre-Dame v Parizu, Reimska stolnica.

### Profani motivi
Mednje uvrščamo vse tiste, ki upodabljajo literarne in zgodovinske motive, vse neposvečene (nereligiozne) dogodke in osebe...